# PB Bhm 1/2
Die Bhm 1/2 waren Dampftriebwagen, die bei der Pilatusbahn zwischen 1889 und 1981 eingesetzt wurden.

## Geschichte
Die Wagen 1–9 wurden mit Eröffnung der Strecke in den Jahren 1886–1889 beschafft. Hersteller war die Schweizerische Lokomotiv- und Maschinenfabrik in Winterthur. Später kamen noch die Triebwagen 10 (1900) und 11 (1909) hinzu. Gegenüber seinen Vorgängern erreichte der Wagen 11 eine höhere maximale Geschwindigkeit, die restlichen Daten waren allerdings identisch.
Die Triebwagen versahen größtenteils bis zur Umstellung auf elektrischen Betrieb im Jahre 1937 ihre Dienste. Bis auf die Dampftriebwagen 9 und 10 wurden die restlichen Fahrzeuge noch im selben Jahr verschrottet. Wagen 9 blieb als fahrleitungsunabhängiges Dienstfahrzeug betriebsfähig erhalten, bis er 1982 durch den dieselelektrischen Xhm 1/2 Nr. 32 ersetzt wurde. Seitdem ist er im Verkehrshaus der Schweiz in Luzern ausgestellt. Wagen 10 ist eine Dauerleihgabe des Verkehrshauses an das Deutsche Museum in München.

## Technik
Der Antrieb wurde auf der Talseite der Wagen angebracht. Die Zylinder und Kolben befinden sich an den beiden Wagenseiten und treiben über eine Kegelradübersetzung die senkrecht angeordneten Antriebsachsen an. Die Wagen wurden später für den Heißdampfbetrieb umgerüstet und gegen die Erschütterungen der Dampfmaschine abgefedert.
Da der Betrieb auf Dauer sehr aufwendig war und der Unterhalt stetig zunahm, gab es bereits 1905 die Überlegungen den Betrieb auf elektrischen Betrieb mit Oberleitung umzustellen, was jedoch erst 1937 realisiert wurde.

## Galerie

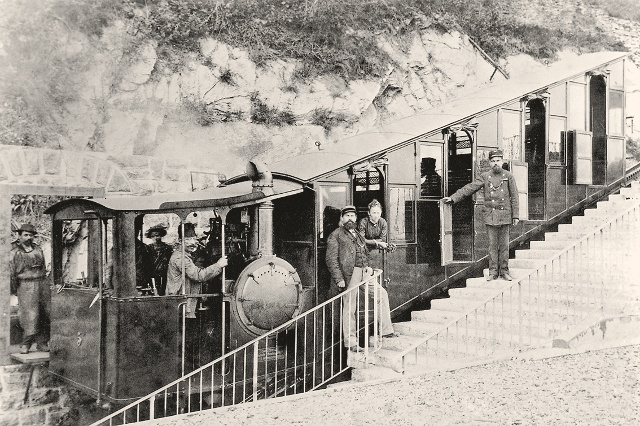
Werbebild der Pilatusbahn mit einem abfahrbereit Dampftriebwagen in der Talstation 1889
Dampftriebwagen in der Frühzeit der Bahn
Ein Triebwagen mit abgenommenen Fahrzeugkasten fungiert zur Zeit des Bahnbaus als Gütertriebwagen
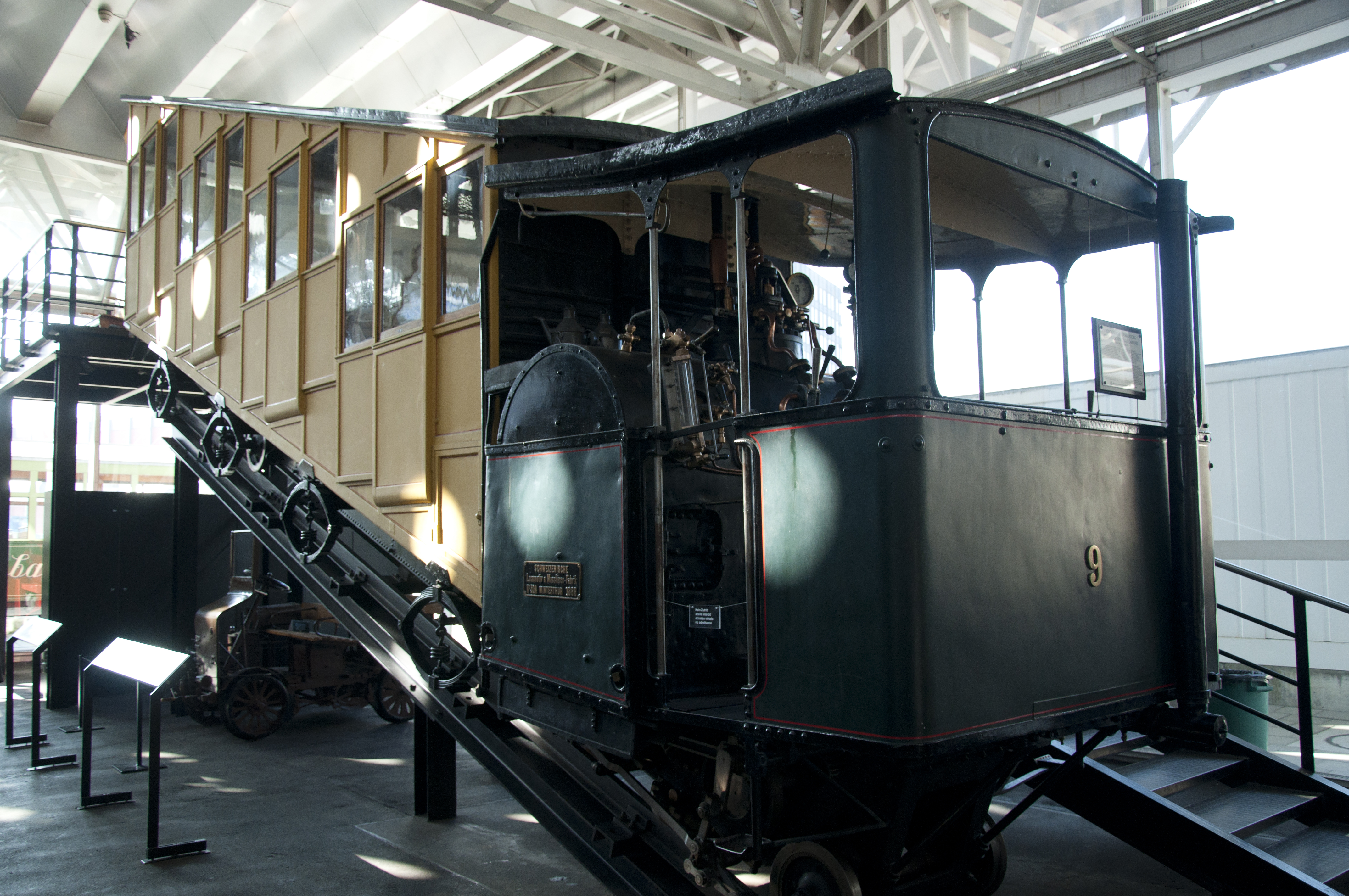
Triebwagen 9 mit gelbem Wagenkasten im Verkehrshaus der Schweiz
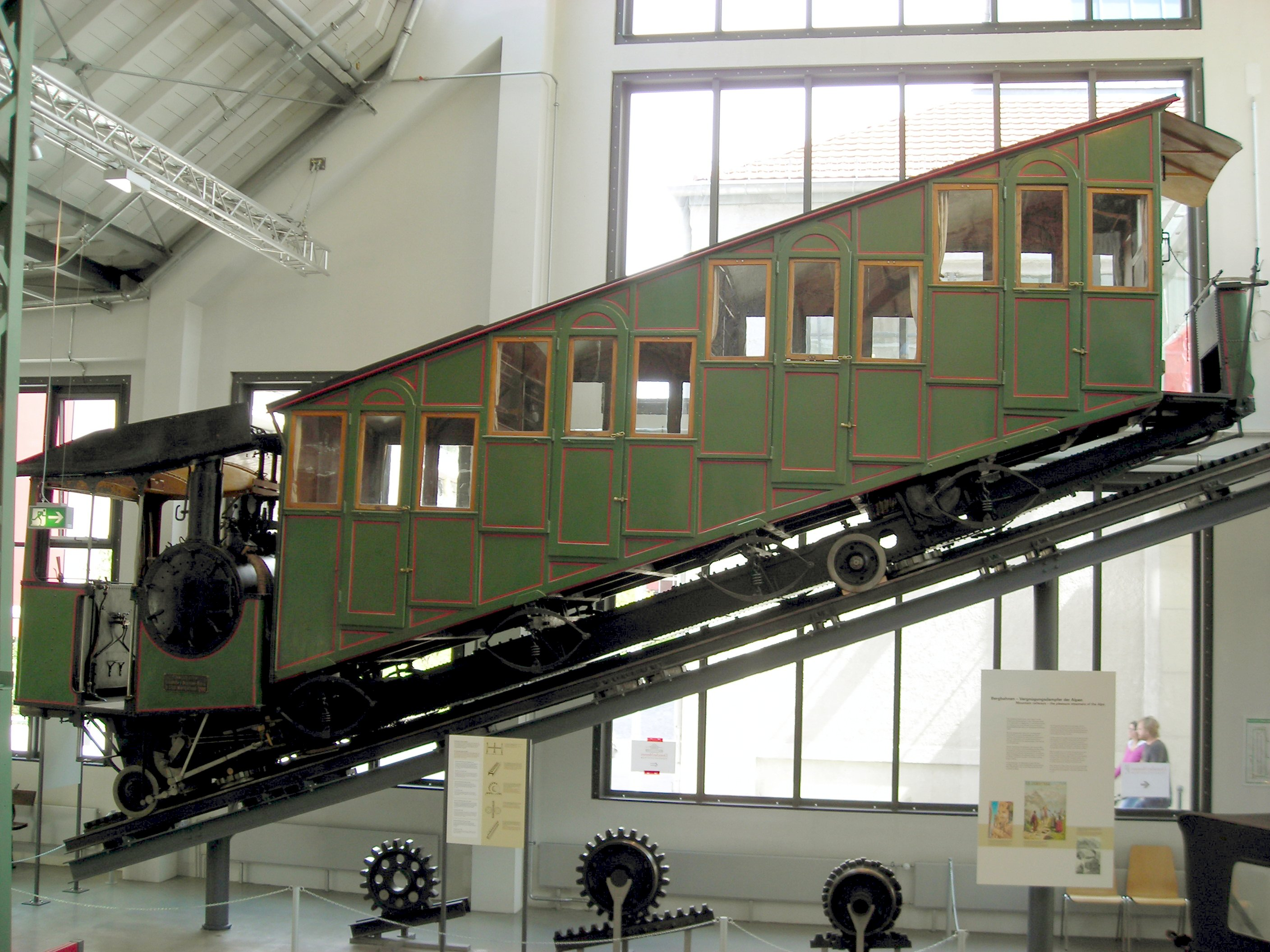
Dampftriebwagen Nr. 10 in grüner Farbgebung im Deutschen Museum Verkehrszentrum München
Offizielles Foto der Schweizerische Lokomotiv- und Maschinenfabrik